# Italo Jose Dejter
Italo Jose Dejter (né le 17 décembre 1939 à Bahía Blanca) est un mathématicien américain d'origine argentine, ancien professeur de mathématiques et d'informatique à la retraite de l'Université de Porto Rico, qui y est actif d'août 1984 à février 2018. Dejter a mené des recherches en mathématiques et en informatique, en particulier dans des domaines tels que la topologie algébrique, la topologie différentielle, la théorie des graphes, la théorie des codes et la théorie du design combinatoire. 

## Formation et carrière
Dejter a obtenu une licence en mathématiques à l'université de Buenos Aires en 1967, il est arrivé à l'université Rutgers en 1970 grâce à une bourse Guggenheim et y a obtenu un doctorat en mathématiques en 1975 sous la direction du professeur Ted Petrie avec le soutien de la Fondation nationale pour la science. Dejter a été professeur à l'université fédérale de Santa Catarina, au Brésil, de 1977 à 1984, avec des subventions du Conseil national pour le développement scientifique et technologique (CNPq). 
Dejter a été chercheur invité dans plusieurs instituts de recherche, notamment à l'université de São Paulo, à l'Institut national de mathématiques pures et appliquées, à l'université fédérale du Rio Grande do Sul, à l'université de Cambridge, à l'université nationale autonome du Mexique, à l'université Simon Fraser, à l'université de Victoria, Université de New York, l'université de l'Illinois à Urbana-Champaign, l'université McMaster, DIMACS, l'université autonome de Barcelone, l'Université technique du Danemark, l'université d'Auburn, l'université polytechnique de Catalogne, l'université polytechnique de Madrid, l'université Charles de Prague , l'université d'Ottawa, l'université Simón Bolívar et à Porto Rico.
Il a un nombre d'Erdős égale à 2.

## Travaux en topologie algébrique et différentielle
En 1971, Ted Petrie  a conjecturé que si X est un espace projectif complexe (en) à homotopie de dimension 2n , fermé et lisse, qui admet une action lisse non triviale du cercle et, si une fonction h, projette X sur l'espace projectif complexe de dimension 2n, est une équivalence d'homotopie, alors h conserve les classes de Pontrjagin. En 1975, Dejter a prouvé la conjecture de Petrie pour n = 3, établissant ainsi que chaque espace projectif complexe à homotopie de dimension 6 fermé et lisse, doit être l'espace projectif complexe tridimensionnel CP3. Le résultat de Dejter est particulièrement pertinent au vu des actions exotiques de S1 sur CP3 selon Petrie (à l'exception des actions triviales de S1 sur CP3).   
Dejter a obtenu des résultats en réduisant les problèmes de topologie différentielle en solutions de topologie algébrique. Le principal outil utilisé pour cela est la K-théorie algébrique équivariante, où l'équivariance est comprise par rapport au groupe donné par le cercle unitaire du plan complexe. 

## Travaux en théorie des graphes

### Théorème d'Erdős – Pósa et cycles impairs
En 1962, Paul Erdős et Lajos Pósa (en) ont prouvé que pour tout entier positif k, il existait un entier positif k' tel que pour chaque graphe G, soit (i) G a k cycles à sommets disjoints (longs et / ou pairs) soit (ii ) il existe un sous-ensemble X à moins de k' sommets de G tel que G \ X n'a pas de cycle (long et / ou pair). Ce résultat, connu aujourd'hui sous le nom de théorème d'Erdős-Pósa, ne peut être étendu aux cycles impairs. En fait, en 1987, Dejter et Víctor Neumann-Lara (en) ont montré que pour un nombre entier k>0, il existe un graphe G ne possédant pas de cycles impairs disjoints tels que le nombre de sommets de G dont la suppression détruit tous les cycles impairs de G est supérieur à k .

### Graphe de Ljubljana
En 1993, Brouwer, Dejter et Thomassen ont décrit un graphe biparti non orienté à 112 sommets et 168 arêtes (semi-symétrique, c'est-à-dire bord à bord mais pas sommet-transitif, craphe cubique de diamètre 8, rayon 7, nombre chromatique 2, indice chromatique 3, circonférence 10, avec exactement 168 cycles de longueur 10 et 168 cycles de longueur 12), connu depuis 2002 sous le nom de graphe de Ljubljana. Ils ont également établi que le graphe de Dejter (en)  obtenu en supprimant une copie du code de Hamming de longueur 7 du cube binaire 7, admet une 3-factorisation en deux copies du graphe de Ljubljana,,,,,. 
En fait, deux questions ont reçu une réponse , à savoir: 
(a) Combien de couleurs faut-il pour une coloration du n- cube sans 4 cycles monochromes ou 6 cycles? Brouwer, Dejter et Thomassen  ont montré que 4 couleurs suffisaient et réglaient ainsi un problème d'Erdős  (indépendamment trouvé par F.R.K. Chung. En 1993, Marston Conder  montre que, pour tout n supérieur ou égal à 3, les arêtes du n- cube peuvent être 3-colorées de telle sorte qu’il n’y ait pas de cycle d'ordre 4 ni d'ordre 6 monochromatique). 
(b) Quels sous-graphes induits par les sommets-transitifs ont un hypercube? Le graphe de Dejter mentionné ci-dessus est 6-régulier, sommet-transitif et, comme suggéré, ses arêtes peuvent être bicolores, de sorte que les deux sous-graphes monochromes résultants soient isomorphes par rapport au graphe de Ljubljana semi-symétrique de circonférence 10. 
En 1972, IZ Bouwer a attribué à Ronald M. Foster un graphique présentant les propriétés mentionnées du graphe de Ljubljana .

### Graphe de Coxeter et graphe de Klein
En 2012, Dejter  a montré que le graphe cubique de Klein à 56 sommets F {56} B  peut être obtenu à partir du graphe cubique de Coxeter à 28 sommets .
En 2010, Dejter a adapté la notion de graphe {\displaystyle {\mathcal {C}}}-ultrahomogène pour les digraphes, et a poursuivi les travaux de Sheehan, Gardiner (en), Renaix, Cameron,  Gol'fand et Klin sur l’étude des graphes ultrahomogènes (en), et ceux de Fraïssé,  Lachlan et Woodrow, Cherlin  sur les digraphes.   

### Kd- configurations multi-homogènes
Motivé en 2013  par l'étude de graphes de Menger connectés  de 1-configurations auto-duelles (nd)1 , exprimables en Kd -graphes ultrahomogènes, Dejter s'est demandé pour quelles valeurs de n de tels graphes existent, car ils donneraient les unions les plus symétriques, connectées, arêtes-disjointes de n copies de Kd sur n sommets dans lesquels les rôles de sommets et de copies de Kd sont interchangeables. Pour d = 4, les valeurs connues de n sont: n = 13, 21 ,, et n = 42 . Cette référence, par Dejter en 2009, donne un graphe G pour lequel chaque isomorphisme entre deux des 42 copies de K4 ou deux des 21 copies de K 2,2,2 en G s'étendent à un automorphisme de G.    

### Hamiltonicité dans les graphes
En 1983, Dejter a obtenu des résultats sur les cycles hamiltoniens sur le graphe de mouvements d'échecs, résultats cités par I. Parberry,, en relation avec les aspects algorithmiques du problème du parcours du cavalier. 
En 1985, Dejter a présenté une technique de construction pour les cycles de Hamilton dans les graphes de niveaux moyens. Havel avait supposé l'existence de tels cycles en 1983 ainsi que M. Buck et D. Wiedemann en 1984 (bien que Béla Bollobás l'ait présentée à Dejter sous la forme d'une conjecture de Paul Erdős en janvier 1983) et créé par T. Mütze en 2014. Dejter et ses étudiants ont utilisé cette technique dans de nombreux articles,,,,,. 
En 2014, Dejter est revenu sur ce problème et a établi un ordre canonique des sommets dans un graphe quotient : la suite A239903 dans l'Encyclopédie en ligne des suites de nombres entiers de Neil Sloane composée de chaînes de croissance restreintes, (avec le k-ème nombre de Catalan exprimé au moyen de la chaîne 10 ... 0 avec k "zéros" et un "un", comme le fait J. Arndt à la page 325) et en rapport avec les couleurs d’appariement lexical de Kierstead-Trotter. Ce système de numération peut s'appliquer à une version restreinte à symétrie dièdre de la conjecture des niveaux intermédiaires. 
Dejter poursuit ses travaux en 1988,, en 1990 et en 1991 avec Neumann-Lara.
Dans Dejter utilise la définition suivante : étant donné une famille C de digraphes, un digraphe G est C-ultrahomogène si chaque isomorphisme entre deux éléments induits de C dans G s'étend à un automorphisme de G. Dejter montre qu'exactement 7 graphes cubiques à distance-transitifs parmi les 12 existants possèdent une propriété ultrahomogène particulière par rapport aux circuits orientés qui réalisent la maille qui permet la construction d'un digraphe de Cayley reliés avec des propriétés ultrahomogènes similaires dans lesquelles ces cycles orientés apparaissent « séparés » de manière minimale.

## Ensembles dominants parfaits
Un ensemble dominant S parfait d’un graphe G est un ensemble de sommets de G tel que chaque sommet de G soit en S ou adjacent à exactement un sommet de S. Weichsel montre qu’un ensemble dominant parfait du n-hypercube Q n induit un sous-graphe de Q n dont les composantes sont isomorphes aux hypercubes et suppose que chacun de ces hypercubes a la même dimension. En 1993, Dejter et Weichsel présentent les premiers cas connus dans lesquels ces composants ont la même dimension mais des directions différentes, à savoir dans le cube 8 avec des composants de 1 cube formés chacun par une arête, les arêtes impliquées se produisant dans: 
a) quatre directions différentes, telles qu'annoncé par Alexander Felzenbaum à Weichsel à Rehovot, Israël, 1988; 
(b) huit directions différentes, qui impliquent le code de Hamming de longueur 7, le graphe de Heawood, le plan de Fano et le système triple de Steiner d'ordre 7. 
Le résultat de (a) ci-dessus est immédiatement étendu à des ensembles dominants parfaits en cubes de dimensions puissances de 2 dont les composantes contiennent chacune une arête unique dans la moitié de la direction des coordonnées. D'autre part, en 1991, Dejter et Phelps  étendent le résultat de (b) ci-dessus aux cubes dont les dimensions sont des puissances de 2, les composants étant composés chacun d'un bord unique dans toutes les directions des coordonnées. (Cependant, ce résultat n'est pas encore étendu aux cubes Q-aire, comme prévu par les auteurs). 
Östergård et Weakley répondent affirmativement à la conjecture de Weichsel et ont trouvé un ensemble dominant parfait dans le 13-cube dont les composantes sont 26 4 cubes et 288 sommets isolés. Dejter et Phelps donnent une preuve courte et élégante de ce résultat. 

### Ensembles dominants efficaces
Une chaîne E est une famille dénombrable de graphes imbriqués, chacun d'eux ayant un ensemble dominant efficace. Dejter et Serra fournissent un outil de construction permettant de produire des chaînes E de graphes de Cayley.
En 2009, Dejter travaille sur les ensembles dominants quasi parfaits.

## Théorie de codage
Dejter a travaillé en théorie de codage sur les invariants de codes correcteurs d'erreur parfaits, puis sur une généralisation des codes de Lee parfaits et sur les codes parfaits totaux.

### Invariants de codes correcteurs d'erreur parfaits
Les invariants des codes correcteurs d'erreur parfaits ont été traités par Dejter dans,, et Dejter et Delgado .

### Généralisation des codes de Lee parfaits
Motivé par un problème d'application dans l'architecture informatique, Araujo, Dejter et Horak  ont introduit la notion de PDDS (perfect distance-dominating set )dans un graphe, ce qui constitue une généralisation de codes de Lee parfaits, et d'autres codes parfaits, amorçant ainsi une étude systématique de tels ensembles de sommets.  

## Designs combinatoires
Depuis 1994, Dejter est intervenu dans plusieurs projets de designs combinatoires initialement proposés par Alexander Rosa, CC Lindner et CA Rodger. Meszka et autres, qui ont abouti à des résultats dans les domaines suivants : invariants pour les systèmes de factorisation en 2 et de cycle, triangles dans les factorisations 2 ,, le nombre de 4 cycles dans deux factorisations de graphes complets, le problème directement résolu de Hamilton-Waterloo, le nombre de 4 cycles dans les factorisations 2 de K 2n moins un facteur ,, les systèmes à 4 cycles presque résolvables, les ensembles critiques pour l'achèvement des carrés latins , les ensembles maximums presque résolvables de graphiques complets à 4 cycles.  